# Diaspis mihiriya
Diaspis mihiriya är en insektsart som beskrevs av Green 1922. Diaspis mihiriya ingår i släktet Diaspis och familjen pansarsköldlöss.
Artens utbredningsområde är Sri Lanka. Inga underarter finns listade i Catalogue of Life.